# Nacionalni park Omo
Nacionalni park Omo je nacionalni park u Etiopiji. Smješten je u Regiji Južnih naroda, narodnosti i etničkih grupa, na zapadnoj obali rijeke Omo, a obuhvaća oko 4.068 četvornih kilometara. Nalazi se oko 870 kilometara jugozapadno od Adis Abebe. S druge strane rijeke Omo se nalazi nacionalni park Mago. Iako je nedavno izgrađeno uzletište u blizini sjedišta parka na rijeci Mui, ovaj park je još uvijek teško dostupan. Vodič Lonely Planet-a za Etiopiju i Eritreju opisuje nacionalni park Omo kao "najudaljeniji nacionalni park Etiopije."
Donji tok rijeke Omo proglašen je UNESCO-ovom svjetskom baštinom 1980. godine, nakon što su u formaciji Omo Kibish otkriveni najraniji poznati ulomci fosila Homo sapiensa, datiranih oko 195.000 godina u prošlost.
U parku gotovo da nema turističke infrastrukture, a podrška putnicima je slaba. Godine 1999., još uvijek niti jedna turistička agencija unutar ili izvan Etiopije nije organizirala izlete u ovaj nacionalni park. Informativni centar Walta objavio je 3. listopada 2006. da je za izgradnju "cesta i rekreacijskih centara kao i raznih komunikacijskih sadržaja" s namjerom privlačenja više posjetitelja dodijeljeno milijun američkih dolara.

## Lokalna plemena i NP Omo
Prema nekim izvješćima, plemena Mursi, Suri, Nyangatom, Dizi i Me'en su u opasnosti od raseljavanja i/ili uskraćivanja pristupa tradicionalnoj paši i poljoprivrednom zemljištu. Ovaj se problem pojavio nakon razgraničenje granica Parka u studenom 2005. godine i nedavnog preuzimanje parka od strane Nizozemske zaklade za afričke parkove (poznata i kao "Afrički parkovi" eng. African Parks). Ovaj postupak prijeti Omotake narode učiniti 'ilegalnim' na vlastitoj zemlji.
Postoje izvještaji da su službenici u parku tjerali pripadnike plemenskih naroda da potpisuju dokumente koje nisu mogli pročitati.
U listopadu 2008., Mreža afričkih parkova (African Parks Network, APN) objavila je da odustaju od upravljanja nacionalnim parkom Omo i napuštaju Etiopiju. APN je izjavio da je održivo upravljanje etiopskim parkovima nespojivo s "neodgovornim načinom života nekih etničkih skupina". Organizacija ima problema s domorodačkim stanovništvom koje pokušava nastaviti svoj tradicionalni način života unutar granica parka.

## Vanjske poveznice
- (engl.) Službene stranice (stranica arhivirana 2014.)